# Synaldis goeteborgensis
Synaldis goeteborgensis är en stekelart som beskrevs av Fischer 2003. Synaldis goeteborgensis ingår i släktet Synaldis och familjen bracksteklar. Arten är reproducerande i Sverige. Inga underarter finns listade i Catalogue of Life.